# Nobody Is Listening
Nobody Is Listening è il terzo album in studio del cantante britannico Zayn, pubblicato il 15 gennaio 2021.

## Promozione
L'album è stato anticipato da due singoli, Better, uscito nel settembre 2020, e Vibez, pubblicato una settimana prima dell'album.

## Tracce
1. Calamity – 3:07
2. Better – 2:55
3. Outside – 3:28
4. Vibez – 2:43
5. When's Love Around (feat. Syd) – 3:11
6. Connexion – 3:16
7. Sweat – 3:52
8. Unfuckwitable – 2:44
9. Windowsill (feat. Devlin) – 3:08
10. Tightrope – 3:24
11. River Road – 3:56

## Classifiche
| Classifica (2021) | Posizione massima |
| ----------------- | ----------------- |
| Argentina         | 2                 |
| Australia         | 10                |
| Austria           | 11                |
| Belgio (Fiandre)  | 22                |
| Belgio (Vallonia) | 83                |
| Croazia           | 10                |
| Finlandia         | 21                |
| Francia           | 108               |
| Germania          | 35                |
| Irlanda           | 32                |
| Italia            | 8                 |
| Lituania          | 5                 |
| Norvegia          | 22                |
| Nuova Zelanda     | 31                |
| Paesi Bassi       | 31                |
| Polonia           | 5                 |
| Portogallo        | 1                 |
| Regno Unito       | 17                |
| Spagna            | 9                 |
| Svezia            | 20                |
| Svizzera          | 17                |